# Hauhecheln
Hauhecheln (Ononis) sind eine Pflanzengattung in der Unterfamilie Schmetterlingsblütler (Faboideae) innerhalb der Familie der Hülsenfrüchtler (Fabaceae). Das Hauptverbreitungsgebiet der etwa 88 Arten ist der Mittelmeerraum.

## Beschreibung

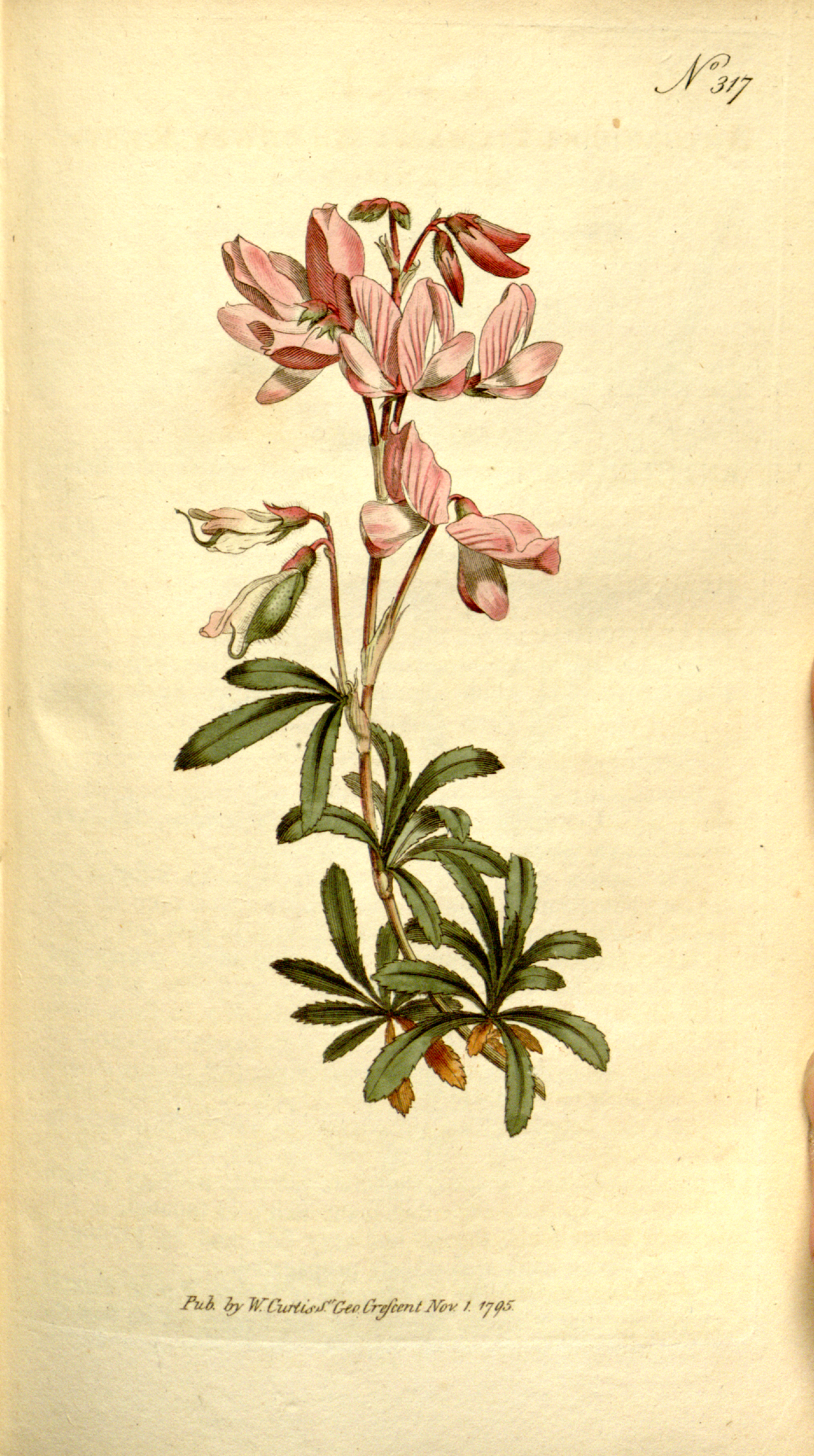
Illustration der Strauchigen Hauhechel (Ononis fruticosa)

### Erscheinungsbild und Blätter
Bei Ononis-Arten handelt es sich um selten einjährige oder meist ausdauernde krautige Pflanzen, manchmal auch kleine Sträucher. Oft sind die oberirdischen Pflanzenteile drüsig bis klebrig behaart, was bei den Hülsenfrüchtlern eher die Ausnahme ist.
Die wechselständig angeordneten Laubblätter sind gestielt. Die Blattspreiten sind meist dreiteilig. Von den gezähnten Teilblättchen ist das mittlere meist gestielt und die seitlichen ungestielt. Selten besteht die Blattspreite aus nur einem Teilblatt oder es sind sogar mehr als nur ein Paar seitliche Teilblätter vorhanden. Die zwei Nebenblätter sind mit den Blattstielen verwachsen.

### Blütenstände und Blüten
Bei vielen Arten stehen die Blüten einzeln oder bis zu dritt in den Blattachseln, es können aber auch deutliche endständige, traubige oder rispige Blütenstände ausgebildet sein, die aber nicht so kompakt sind wie bei vielen Klee-Arten. Trag- und Deckblätter sind winzig oder fehlen. Die Blüten sind sitzend oder lang gestielt.
Die zwittrigen Blüten sind zygomorph und fünfzählig mit doppelter Blütenhülle. Die fünf ungleichen Kelchblätter sind verwachsen. Die Blütenkronblätter sind meist gelb, manchmal rot, rosa bis lila oder weißlich. Die Fahnen sind genagelt. Die Schiffchen sind schnabelartig verschmälert. Es sind zehn Staubblätter vorhanden. Alle Staubfäden sind röhrig verwachsen. Das einzelne lineal-längliche oder eiförmige Fruchtblatt enthält zwei bis viele Samenanlagen.

### Früchte und Samen
Die Hülsenfrucht enthält wenige oder viele Samen. Die nierenförmigen Samen besitzen eine glatte oder punktierte Oberfläche.

## Standortbedingungen
Die mitteleuropäischen Ononis-Arten wachsen vor allem an trockenen Stellen wie Halbtrockenrasen oder Trockenrasen. Sie kommen auch mit mäßig nährstoffarmen Böden zurecht.

## Verwendung
Heuhechel wird als Bestandteil von harntreibenden Tees verwendet.

## Systematik und Verbreitung
Die Gattung Ononis wurde 1753 durch Carl von Linné in Species Plantarum aufgestellt. Zum Protolog gehört auch die Diagnose in Genera Plantarum. Typusart ist Ononis spinosa L. Der botanische Gattungsname Ononis ist aus dem griechischen Wort ónos für Esel abgeleitet. Synonyme für Ononis L. sind Bugranopsis Pomel und Passaea Adans.
Die Gattung Ononis gehört zur Tribus Trifolieae in der Unterfamilie Faboideae innerhalb der Familie der Fabaceae.
Die Gattung Ononis ist im Mittelmeerraum von Europa über Nordafrika bis Kleinasien, im westlichen Asien und Äthiopien verbreitet. Das Mannigfaltigkeitszentrum liegt im westlichen Mittelmeerraum mit etwa 50 Arten, die in Marokko vorkommen, etwa 40 Arten in Spanien und etwa 31 Arten in Algerien und etwa 10 bis 20 Arten in den übrigen floristischen Territorien des Mittelmeerraums. Nur fünf Arten kommen im Alpenraum vor, weiter im Norden nur noch zwei bis drei Arten. Nur die Dornige Hauhechel (Ononis spinosa subsp. spinosa) und die Kriechende Hauhechel (Ononis spinosa subsp. maritima) kommen in größeren Individuenzahlen auch in Mitteleuropa vor, aber auch Bocks-Hauhechel (Ononis spinosa  subsp. hircina), Mont-Cenis-Hauhechel (Ononis cristata), Strauchige Hauhechel (Ononis fruticosa), Gelbe Hauhechel (Ononis natrix) und die Rundblättrige Hauhechel (Ononis rotundifolia).
Es gibt etwa 88 Ononis-Arten:

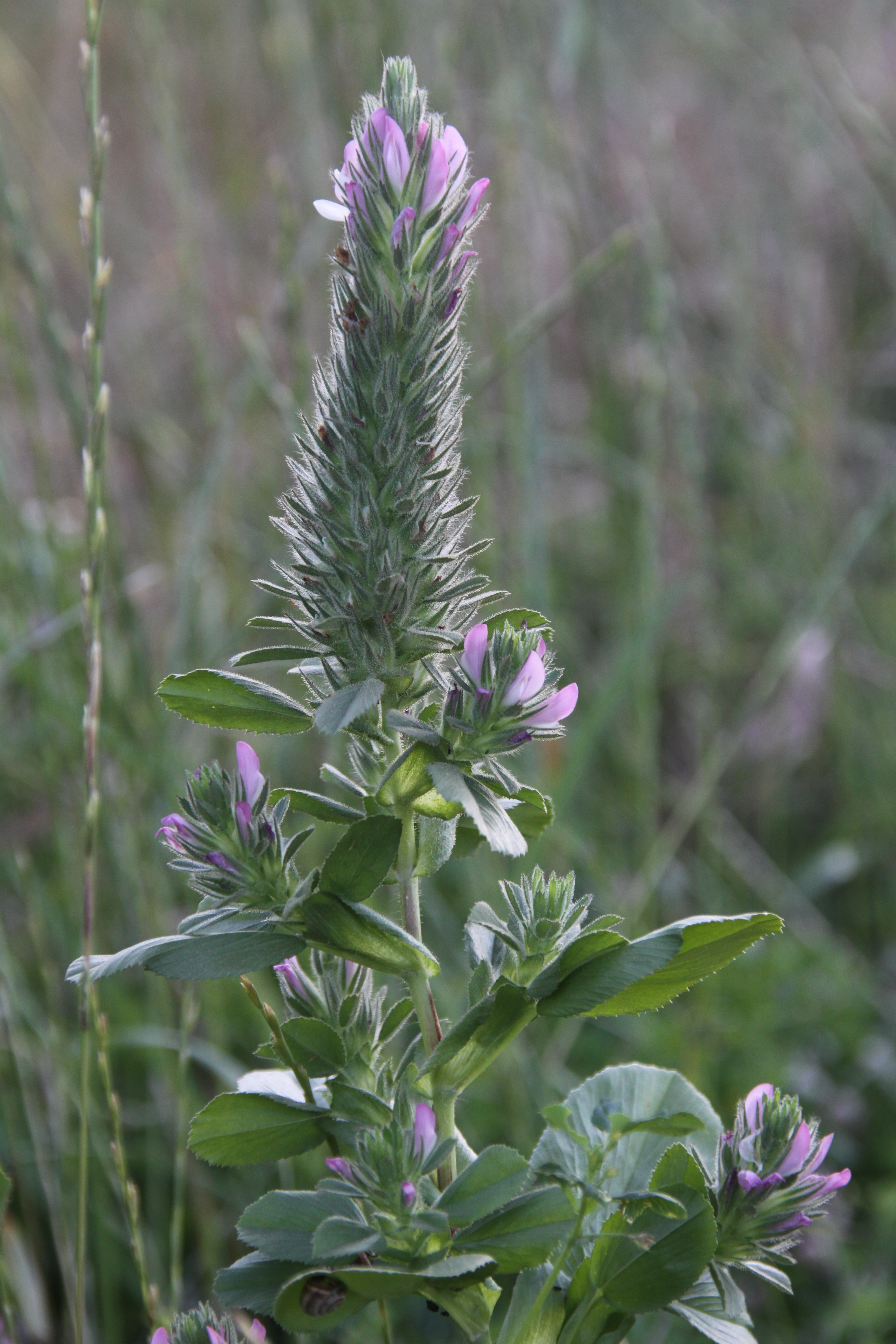
Ononis alopecuroides

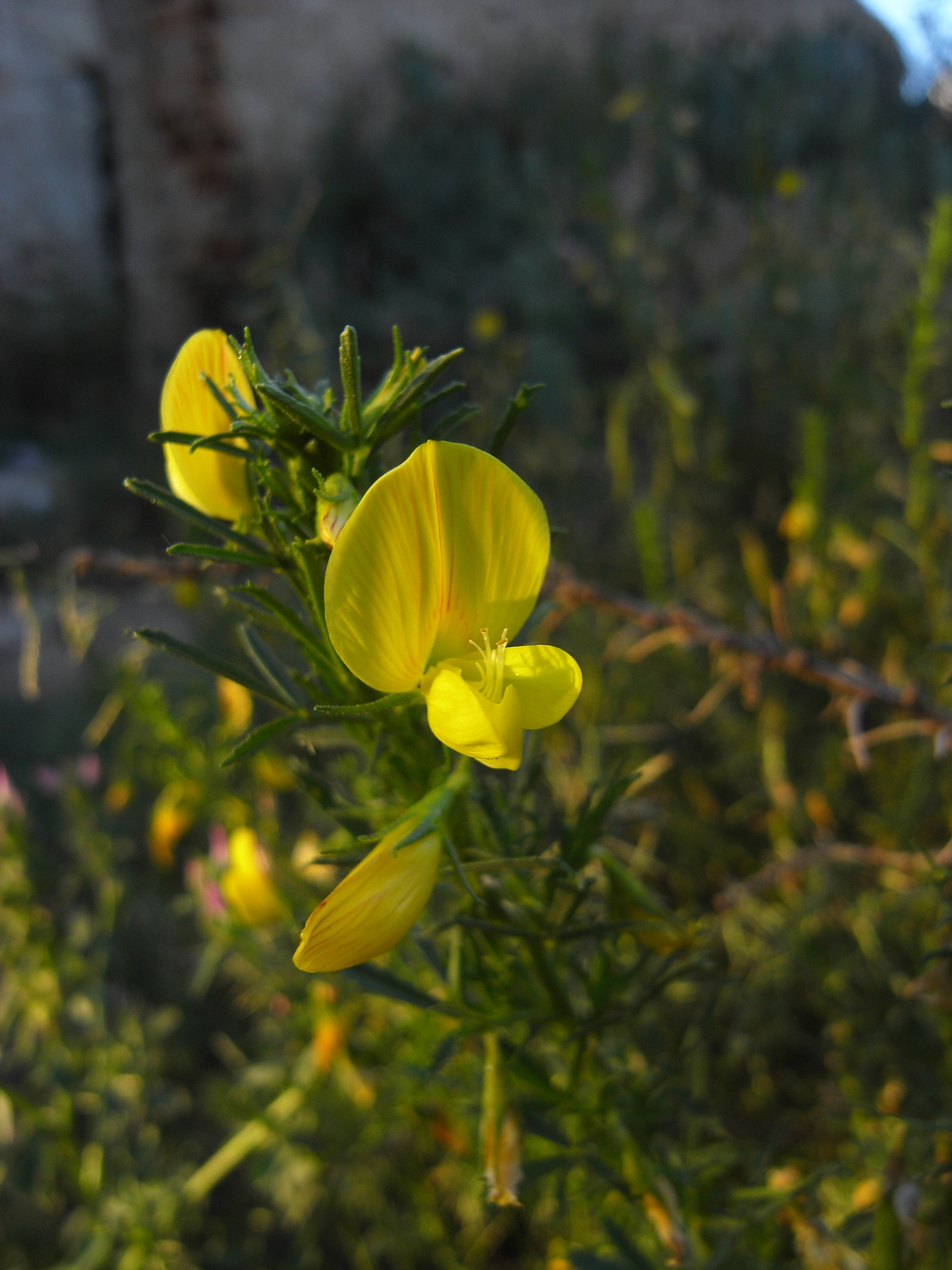
Ononis angustissima

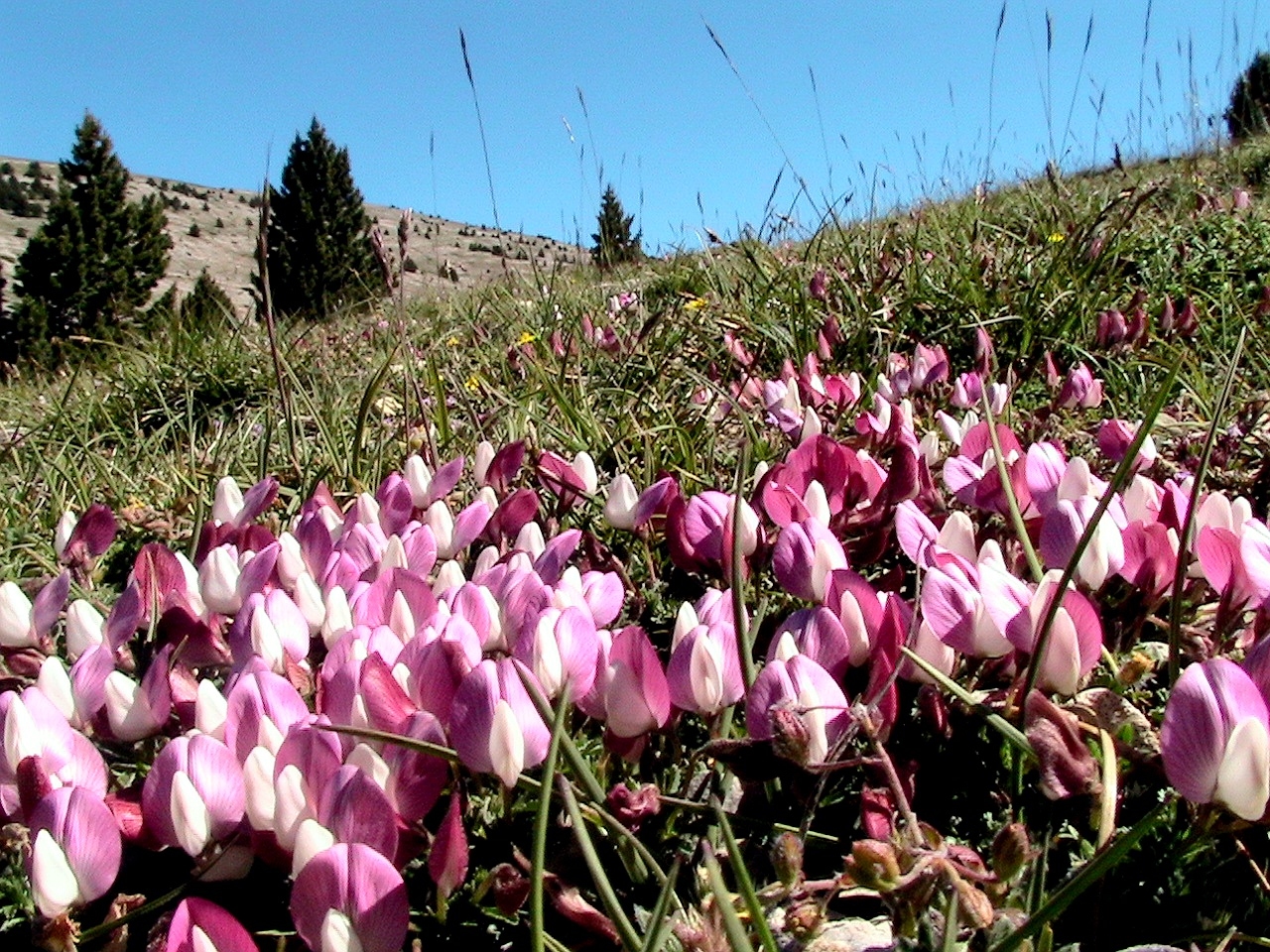
Mont-Cenis-Hauhechel (Ononis cristata)

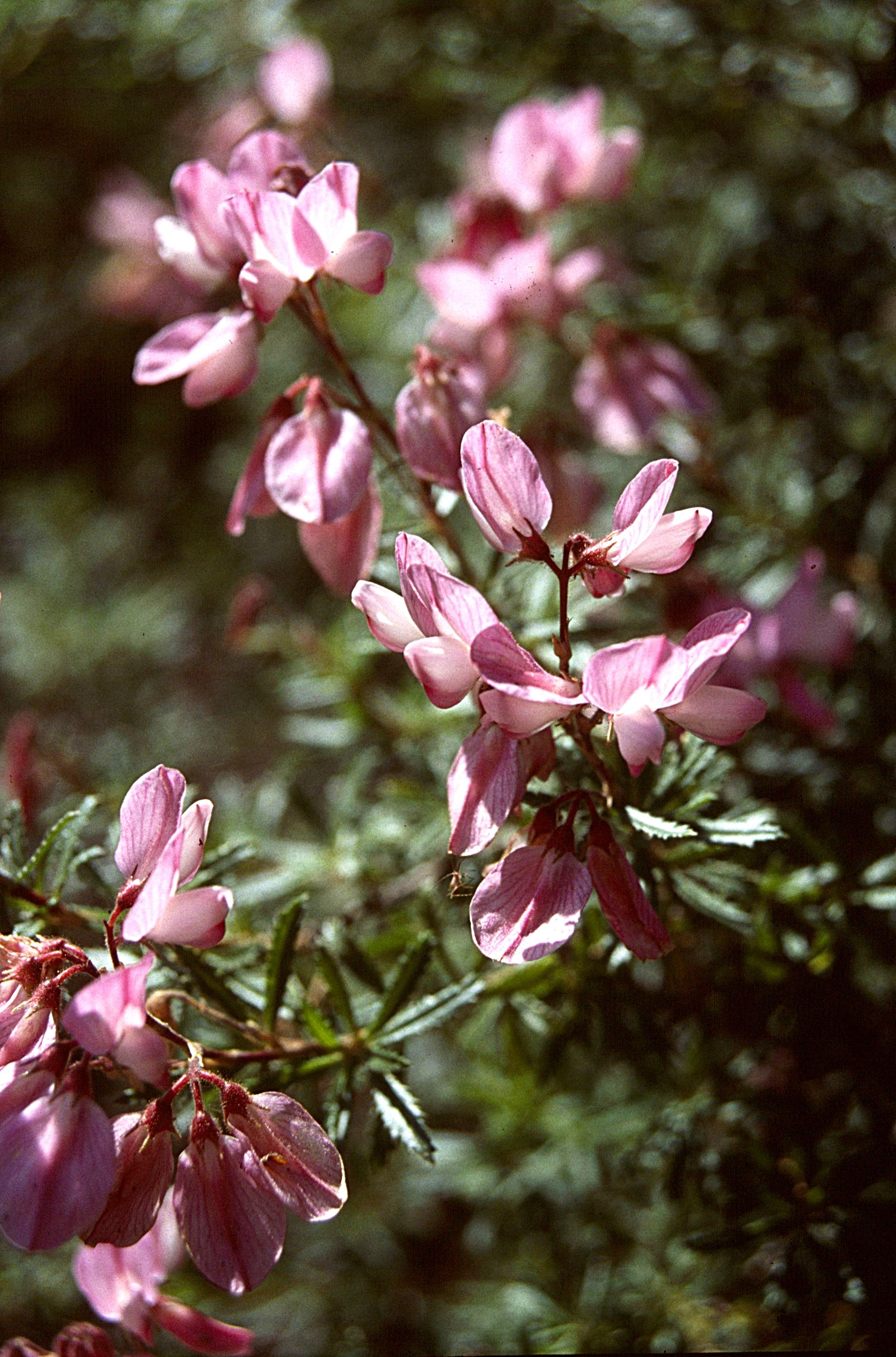
Strauchige Hauhechel (Ononis fruticosa)

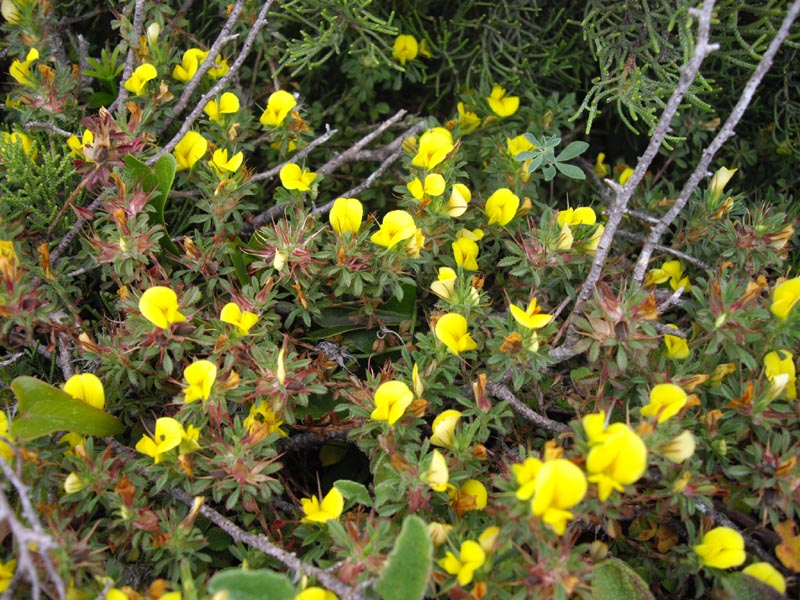
Ononis minutissima

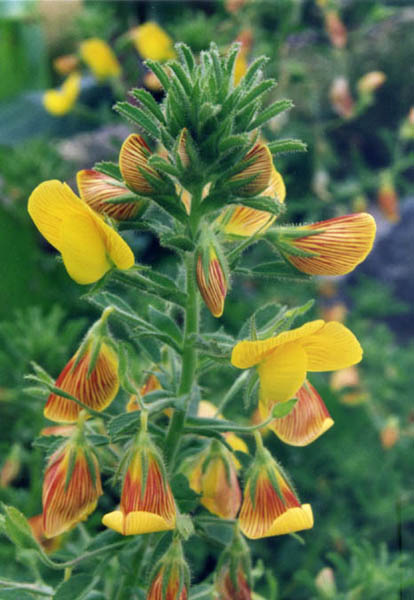
Gelbe Hauhechel (Ononis natrix)

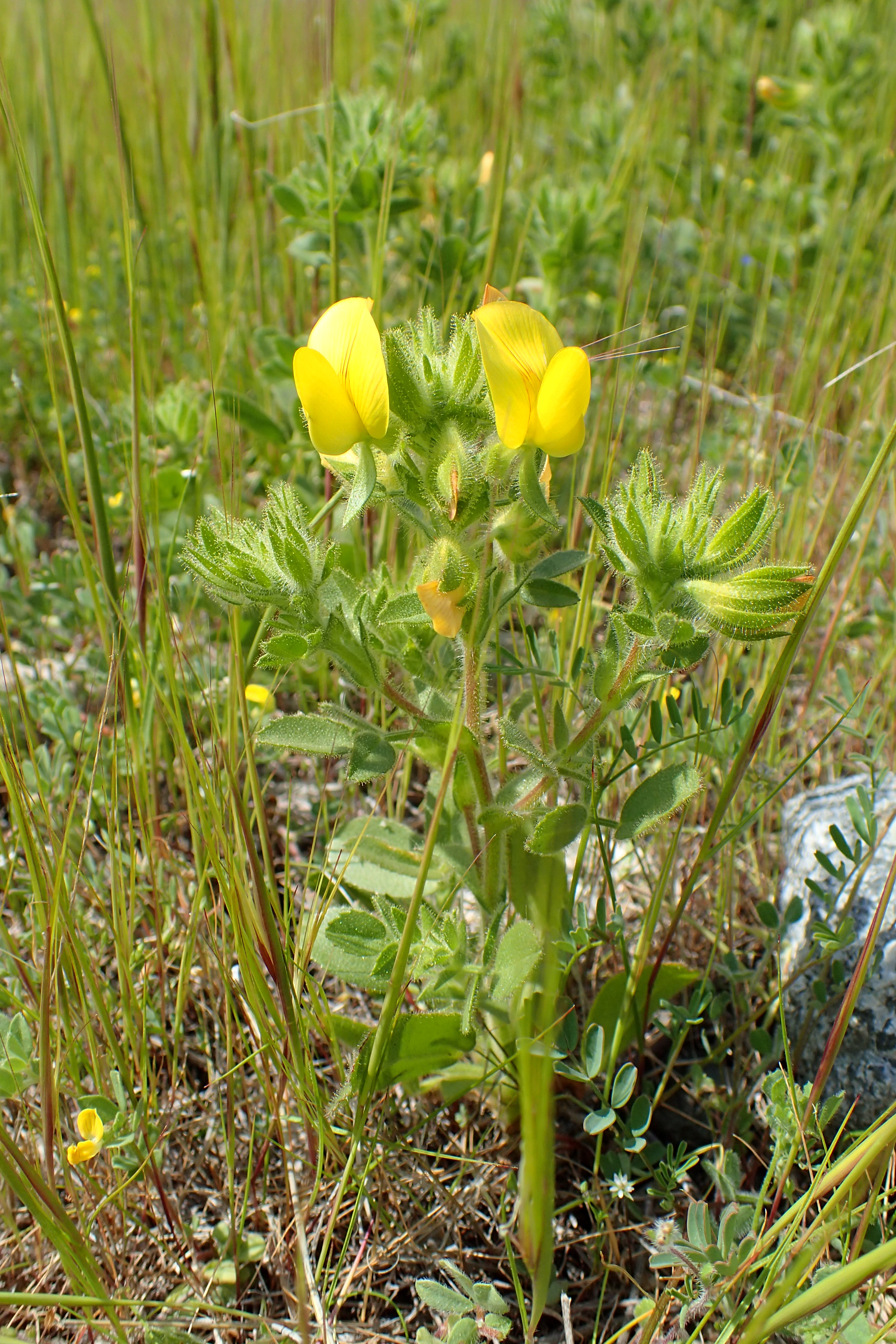
Ononis pubescens

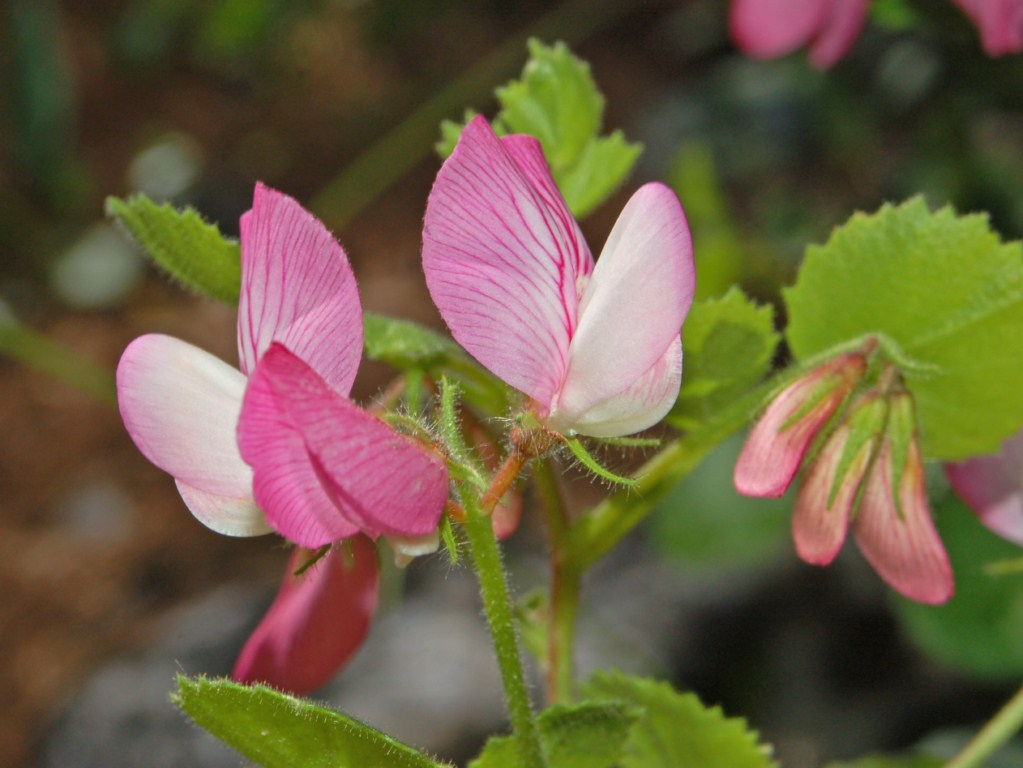
Rundblättrige Hauhechel (Ononis rotundifolia)

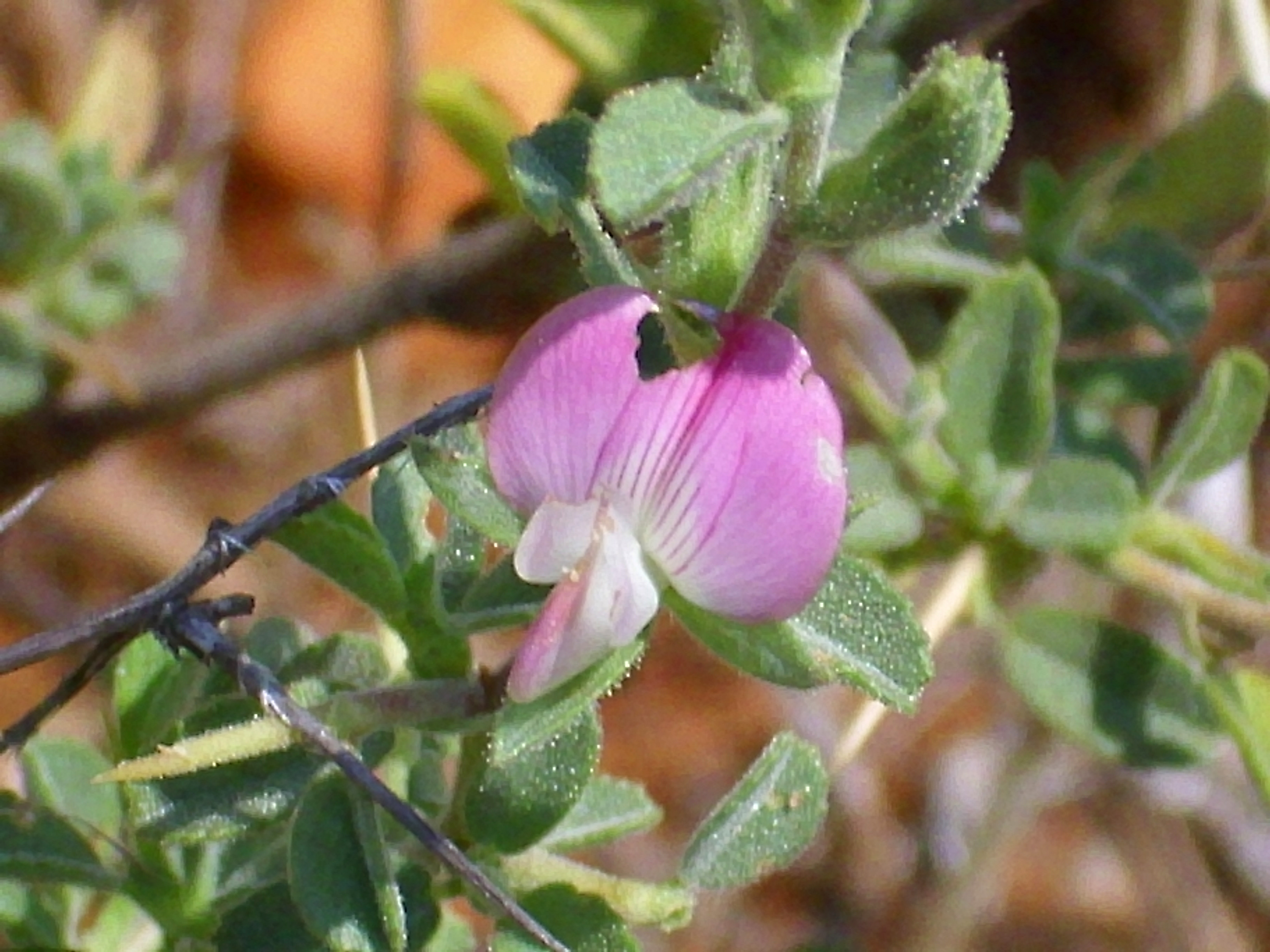
Ononis spinosa subsp. australis

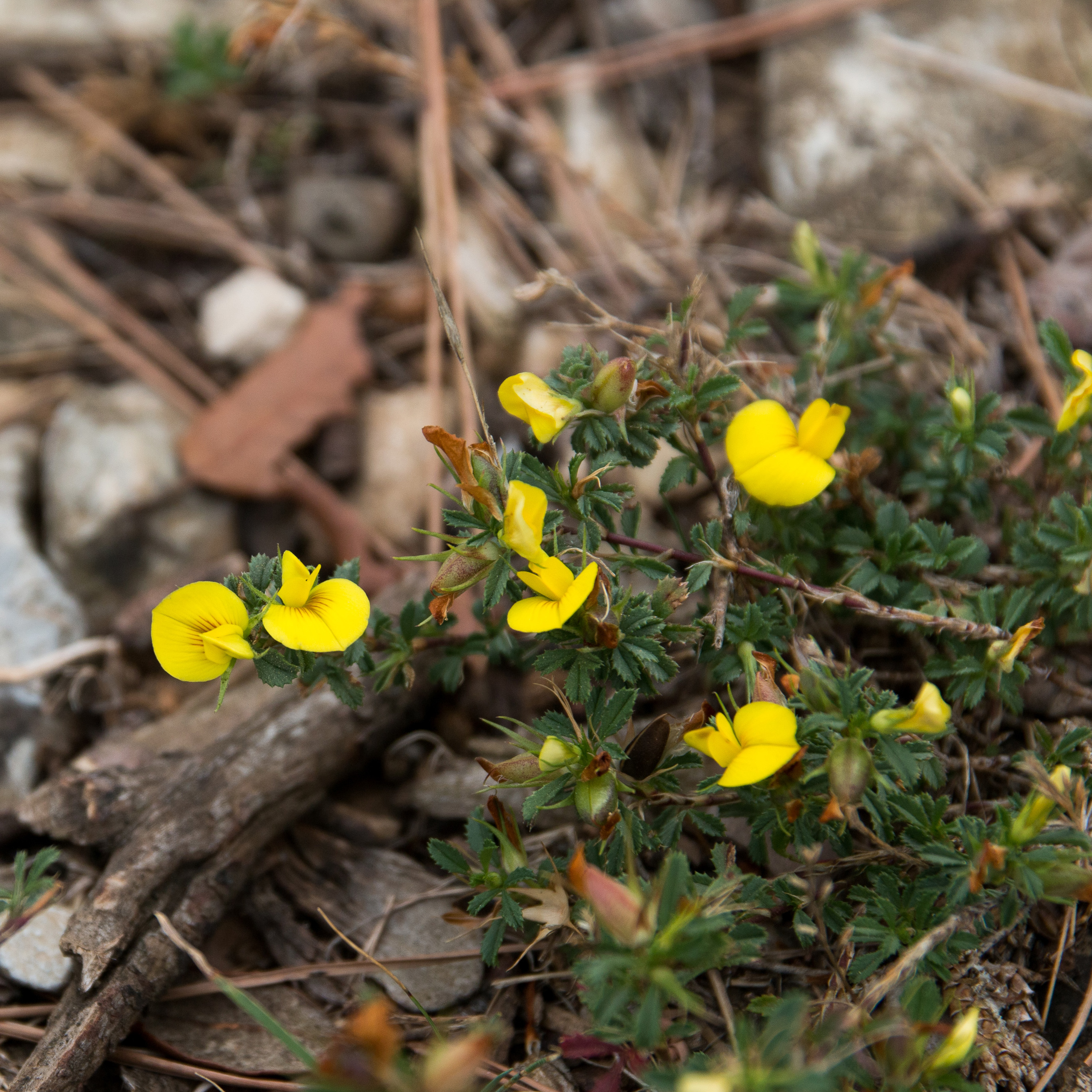
Ononis striata

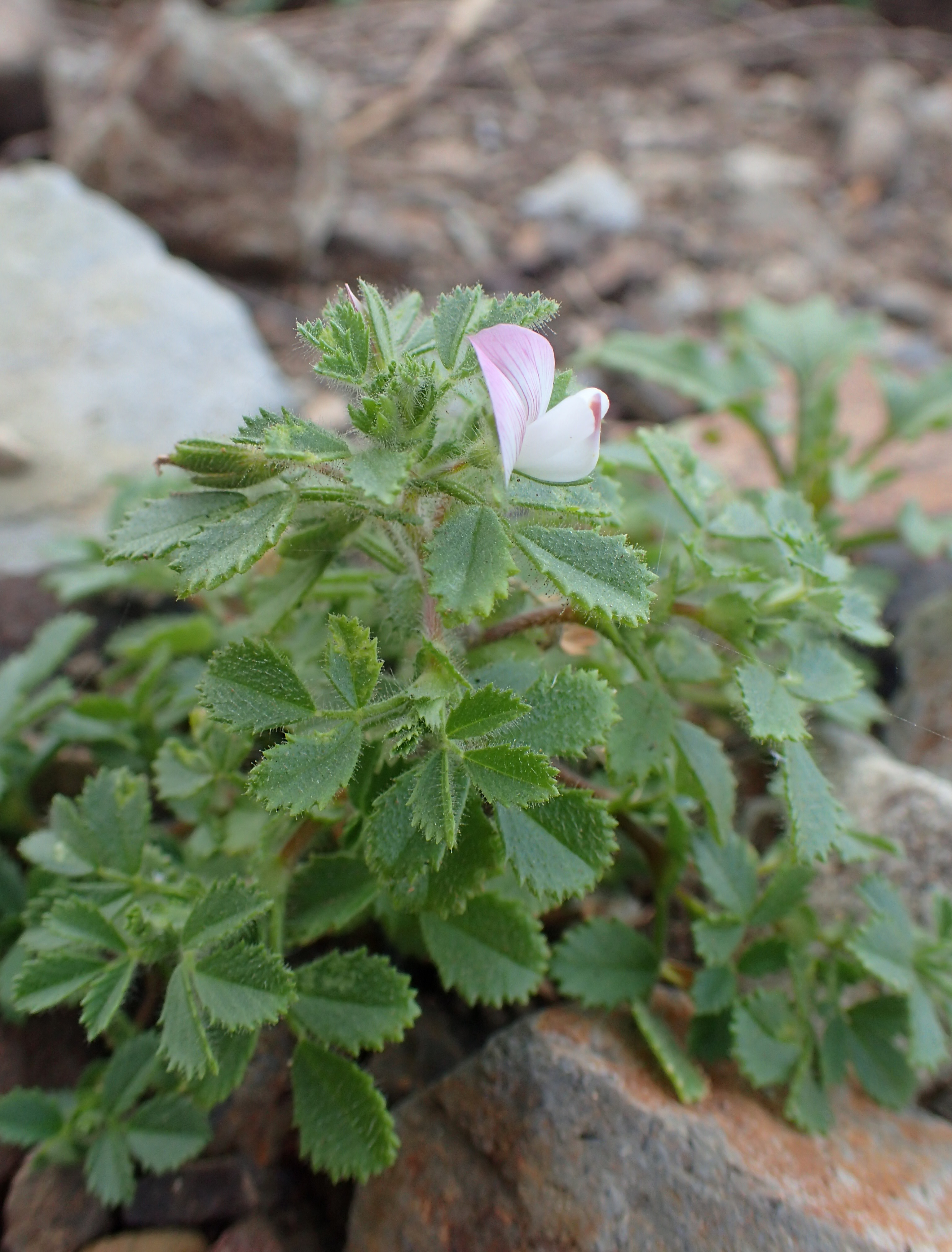
Ononis tournefortii

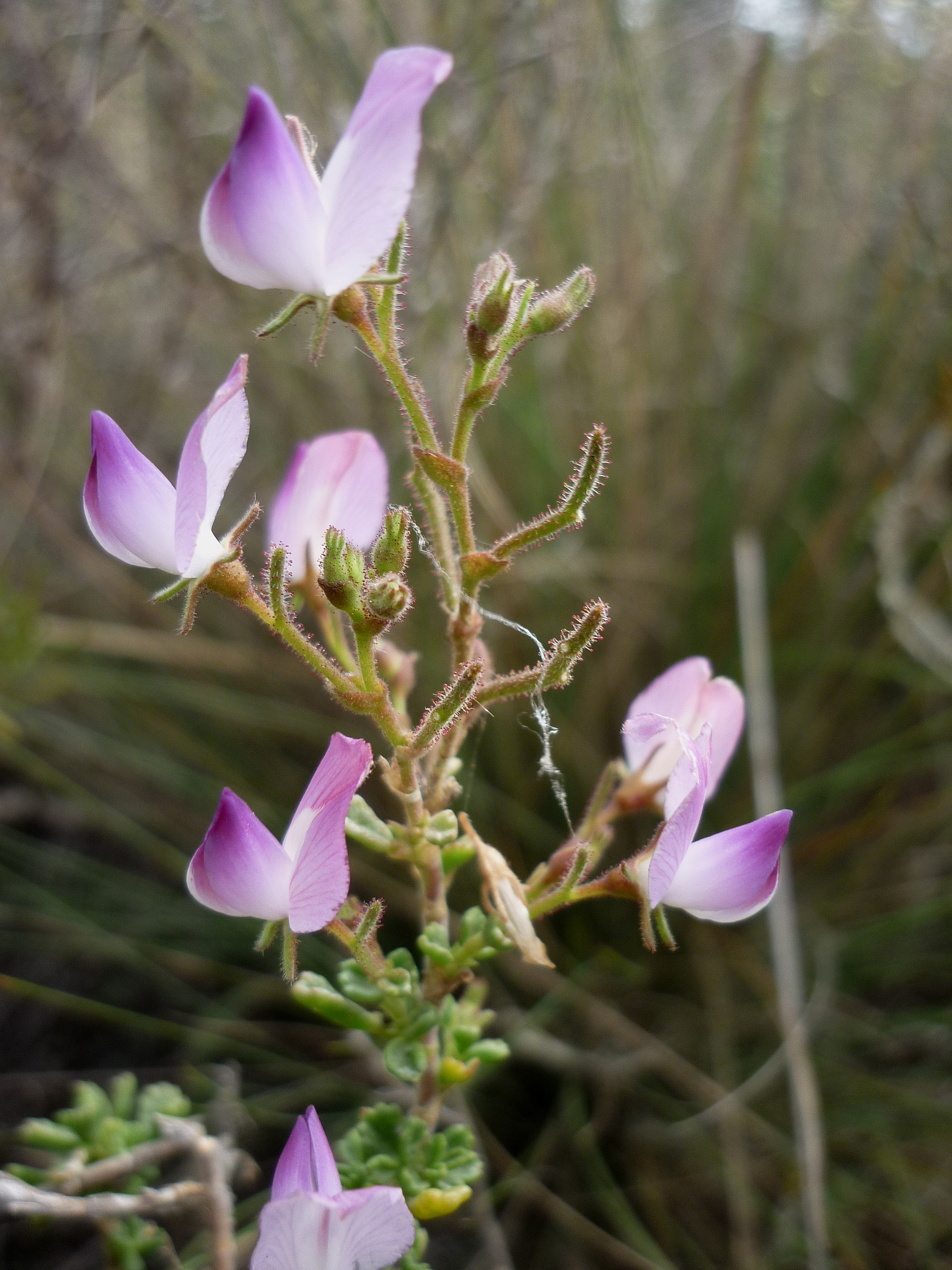
Ononis tridentata

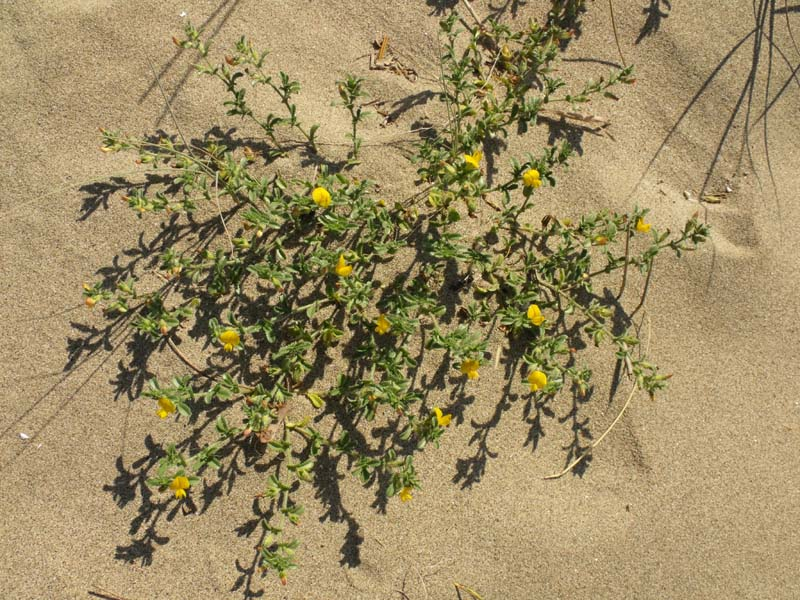
Ononis variegata

- Ononis adenotricha Boiss.: Sie kommt auf der Balkanhalbinsel, in Anatolien und im Libanon vor.[11]
- Ononis afghanica Širj. & Rech. f.: Die Heimat ist Afghanistan und Pakistan.[12]
- Ononis alba Poir.: Ihre Heimat ist Italien, Sardinien, Marokko, Algerien und Tunesien.[12] Mit drei Unterarten:
  - Ononis alba Poir. subsp. alba: Ihre Heimat ist Italien, Sardinien, Algerien und Tunesien.[13]
  - Ononis alba subsp. monophylla (Desf.) Murb.: Sie ist ein Endemit Algeriens.[13]
  - Ononis alba subsp. tuna (Pomel) Maire: Ihre Heimat ist Marokko, Algerien und Tunesien.[13]
- Ononis alopecuroides L.: Die Heimat ist Südeuropa, Nordafrika, Zypern und Israel bis Syrien.[12] Mit drei Unterarten:[14]
  - Ononis alopecuroides L. subsp. alopecuroides: Sie kommt in Spanien, Marokko und Algerien vor.[13]
  - Ononis alopecuroides subsp. exalopecuroides (G. López) Greuter & Burdet : Ihre Verbreitung entspricht der Art, sie fehlt aber in Spanien.[13]
  - Ononis alopecuroides subsp. simulata (Pau & Font Quer) Maire: Sie kommt nur in Marokko vor.[13]
- Ononis angustissima Lam.: Mit sechs Unterarten:
  - Ononis angustissima subsp. angustissima: Sie kommt nur auf den Kanaren vor.[15]
  - Ononis angustissima subsp. falcata (Viv.) Murb.: Sie kommt in Algerien, Tunesien und Libyen vor.[15]
  - Ononis angustissima subsp. filifolia Murb.: Sie kommt in Algerien und Tunesien vor.[15]
  - Ononis angustissima subsp. longifolia (Willd.) Förther & Podl.: Sie kommt nur auf den Kanaren vor.[15]
  - Ononis angustissima subsp. mauritii (Maire & Sennen) Förther & Podl.: Sie kommt in Marokko und Algerien vor.[15]
  - Ononis angustissima subsp. polyclada Murb.: Sie kommt in Marokko, Algerien und Tunesien vor.[15]
- Ononis antennata Pomel: mit drei Unterarten, die alle in Marokko und Algerien vorkommen:[8]
  - Ononis antennata Pomel subsp. antennata
  - Ononis antennata subsp. massesylia (Pomel) Širj.
  - Ononis antennata subsp. natricoides Coss. ex Širj.
- Ononis aragonensis Asso: Sie kommt in Spanien, Frankreich, Algerien und Marokko vor.[12]
- Ononis atlantica Ball: Sie kommt nur in Marokko vor.[12]
- Ononis aurasiaca Förther & Podl.: Sie kommt nur in Algerien vor.[15]
- Ononis avellana Pomel: Sie kommt nur in Algerien vor.[12]
- Ononis azcaratei Devesa: Sie kommt nur in Spanien (südliches Andalusien) vor.[14]
- Ononis baetica Clemente (Syn.: Ononis subspicata Lag.): Sie kommt im Südwesten der Iberischen Halbinsel und im nordwestlichen Marokko vor.[14]
- Ononis basiadnata Hub.-Mor.: Sie kommt im südlichen Anatolien vor.[11]
- Ononis biflora Desf.: Sie kommt in Spanien, Portugal, Italien, Sardinien, Sizilien, Malta, Griechenland, Marokko, Algerien, Tunesien, der Türkei, in Zypern und von Syrien und dem Libanon bis Israel und dem Irak vor.[12]
- Ononis broteriana DC.: Sie kommt vorwiegend an der Atlantikküste im Westen und Süden der Iberischen Halbinsel und im nordwestlichen Marokko vor.[14]
- Ononis catalinae Reyes-Betancort & Scholz: sie kommt nur auf den Kanaren-Inseln Fuerteventura und Lanzarote vor.[16]
- Ononis cephalantha Pomel: Sie kommt nur in Marokko und Algerien vor.[12] Mit zwei Unterarten:[8]
  - Ononis cephalantha Pomel subsp. cephalantha: Sie vertritt die Art in Algerien.[8]
  - Ononis cephalantha subsp. pseudocephalantha (Emb. & Maire) Maire: Sie vertritt die Art in Marokko.[8]
- Ononis cephalotes Boiss.: Die Heimat ist Spanien und Marokko.[12]
- Ononis christii Bolle: Sie kommt nur auf der Kanaren-Insel Fuerteventura vor.[16]
- Ononis cintrana Brot.: Die Heimat ist Portugal, Spanien und Marokko.[12]
- Ononis clausonis (Pomel) Pomel: Sie kommt nur in Algerien vor.[8]
- Ononis cossoniana Boiss. & Reut.: Die Heimat ist Portugal, Spanien, Marokko, Algerien und Tunesien.[12]
- Ononis crinita Pomel: Sie kommt nur in Algerien vor.[12]
- Ononis crispa L.: Die Heimat sind die Balearen;[13][14] Angaben aus Spanien[12] beruhen auf Irrtum.[13]
- Mont-Cenis-Hauhechel (Ononis cristata Mill.): Die Heimat ist Spanien, Frankreich, Italien, Marokko und Algerien.[12] Mit zwei Unterarten:
  - Ononis cristata subsp. ayachica Dobignard, Jacquemoud & Jeanmonod: Sie kommt in Marokko vor.[8]
  - Ononis cristata Mill. subsp. cristata: Sie kommt im Verbreitungsgebiet der Art vor.[8]
- Ononis cuatrecasasii Devesa: Sie kommt nur in Marokko vor.[8]
- Ononis dentata Sol. ex Lowe (Syn.: Ononis reclinata subsp. dentata (Sol.) M.Laínz): Sie kommt auf den Kanaren und auf Madeira, im Norden und Westen der Iberischen Halbinsel sowie auf Sardinien und Sizilien vor.[14]
- Ononis diffusa Ten.: Sie kommt auf den Azoren, Kanaren und Madeira,[14] in Portugal, Spanien, Italien, in  Griechenland, Sardinien, Sizilien, Korsika, Kreta, in Marokko, Algerien, Tunesien, Libyen und Ägypten vor.[12]
- Ononis euphrasiifolia Desf.: Sie kommt in Marokko, Algerien und Spanien vor.[12]
- Ononis filicaulis Boiss.: Die Heimat ist Spanien und Marokko.[12]
- Strauchige Hauhechel (Ononis fruticosa L.): Sie kommt in Spanien, Frankreich, Algerien und Marokko vor.[12]
- Ononis gines-lopezii Devesa: Sie kommt nur in Marokko vor.[8]
- Ononis hackelii Lange: Sie kommt nur im südwestlichen Portugal vor.[14]
- Ononis hebecarpa Webb.: sie kommt nur auf den Kanaren-Inseln Fuerteventura und Lanzarote vor.[16]
- Ononis hesperia (Maire) Förther & Podl.: Sie kommt auf den Kanaren, in Marokko und Mauretanien vor.[15]
- Ononis hirta Poir.: Sie kommt disjunkt in Portugal, Spanien, Marokko und Algerien[12] sowie in Syrien, Palästina und der Türkei vor.[14]
- Ononis hispida Desf.: Sie kommt in Sizilien, Marokko, Algerien, Tunesien und Libyen vor.[12]
  - Ononis hispida subsp. arborescens (Desf.) Širj.: Sie kommt in Marokko, Algerien und Libyen vor.[13]
  - Ononis hispida Desf. subsp. hispida: Sie kommt in Sizilien, Marokko, Algerien und Tunesien vor.[13]
- Ononis incisa Batt.: Sie kommt in Algerien vor.[12]
- Ononis jahandiezii Maire & Weiller: Ihre Heimat ist Marokko.[12]
- Ononis laxiflora Desf.: Ihre Heimat ist Portugal, Spanien, Marokko, Algerien und Tunesien.[12]
- Ononis leucotricha Coss.: Sie kommt im Südwesten Spaniens und im nordwestlichen Marokko vor.[14]
- Ononis macrosperma Hub.-Mor.: ihre Vorkommen befinden sich im südwestlichen Anatolien.[11]
- Ononis masquilierii Bertol.: Ihre Heimat ist Italien.[12][9]
- Ononis maweana Ball: Die Heimat ist Marokko.[13]
- Ononis megalostachys Munby: Sie kommt nur in Algerien vor.[12]
- Ononis minutissima L.: Sie kommt in Spanien, Frankreich, Italien, Korsika, Sardinien, Sizilien, den Balearen, im ehemaligen Jugoslawien, in Marokko und Algerien vor.[12]
- Ononis mitissima L.: Sie kommt in Südeuropa, auf den Kanaren, auf Madeira, in Nordafrika und in Vorderasien von der Türkei und Zypern bis Syrien und dem Irak vor.[12]
- Ononis mogadorensis Förther & Podl.: Sie kommt nur in Marokko vor.[15]
- Gelbe Hauhechel (Ononis natrix L.): Sie kommt in Mittel- und Südeuropa, in Nordafrika, in Vorderasien von der Türkei bis zur Sinaihalbinsel und der Arabischen Halbinsel vor und ist im Irak und in China ein Neophyt.[12] Mit folgenden Unterarten (Auswahl):
  - Ononis natrix subsp. arganietorum (Maire) Širj.: Sie kommt nur in Marokko vor.[15]
  - Ononis natrix subsp. natrix: Sie kommt in Spanien, Frankreich, Italien, im früheren Jugoslawien, in der Türkei, im Libanon, in Israel, Ägypten, Algerien und Marokko vor.[15] Auch in Deutschland, der Schweiz, Portugal und auf Kreta kommt sie vor.[12]
  - Ononis natrix subsp. prostrata (Br.-Bl. & Wilczek) Širj.: Sie kommt nur in Marokko vor.[15]
  - Ononis natrix subsp. stenophylla (Boiss.) Širj.: Sie kommt in Israel, Ägypten und im Libanon vor.[15]
- Ononis nuristanica Podlech: Sie kommt nur in Afghanistan und in Pakistan vor.[12]
- Ononis oligophylla Ten.: Die Heimat ist Italien, Sizilien und Malta.[12]
- Ononis ornithopodioides L.: Sie kommt in Südeuropa, Nordafrika und Vorderasien vor.[12]
- Ononis paralias Förther & Podl.: Sie kommt nur in Marokko vor.[15]
- Ononis pedicellaris (Batt.) Širj. (Syn.: Ononis pseudocintrana Andr.): Sie ist ein Endemit Marokkos.[8]
- Ononis pendula Desf.: mit folgenden Unterarten:
  -  Ononis pendula subsp. boissieri (Širj.) Devesa: Die Heimat ist Spanien, Sizilien und das nordwestliche Marokko.[14]
  -  Ononis pendula subsp. broussonetii (DC.) Emberger & Maire: Die Heimat sind die Kanaren-Inseln Gran Canaria, Fuerteventura und Lanzarote[16] und Marokko.[14]
  -  Ononis pendula subsp. munbyi (DC.) Emberger & Maire: Die Heimat ist Marokko und Algerien.[14][8]
  -  Ononis pendula Desf. subsp. pendula: Die Heimat ist Marokko, Algerien, Tunesien und Libyen.[14]
- Ononis penduliflora Pau: Die Heimat ist Marokko.[17]
- Ononis peyerimhoffii Batt.: Die Heimat ist Marokko.[12]
- Ononis phyllocephala Boiss.: Sie kommt im Amanus-Gebirge im Süden Anatoliens und im Westen Syriens vor.[11]
- Ononis pinnata Brot.: Die Heimat ist Portugal, Spanien und Marokko.[12]
- Ononis polyphylla Ball: Die Heimat ist Marokko.[12]
- Ononis polysperma Barratte & Murb.: Die Heimat ist Marokko.[12]
- Ononis pseudoserotina Batt. & Pit.: Die Heimat ist Marokko.[12]
- Ononis pubescens L.: Sie kommt vor in Spanien, Portugal, Frankreich, Italien, Griechenland, auf den Balearen, Sizilien, Kreta und in der Ägäis, in Algerien, Marokko und Ägypten, in Zypern, in der Türkei, Syrien, Irak, Libanon, Jordanien und Israel.[12]
- Zwerg-Hauhechel[18]  (Ononis pusilla L.): mit zwei Unterarten:
  - Ononis pusilla L. subsp. pusilla: Sie kommt vor in Süd-, Südost- und Mitteleuropa, in Nordafrika und in Vorderasien und Zentralasien bis zum Iran.[12]
  - Ononis pusilla subsp. saxicola (Boiss. & Reut.) Malag. (Syn.: Ononis saxicola Boiss. & Reut.): Die Heimat ist Spanien (Andalusien) und das nordwestliche Marokko.[14][12]
- Ononis ramosissima Desf. (Syn.: Ononis hispanica subsp. ramosissima (Desf.) Förther & Podl.): Sie kommt in Portugal, Spanien, Frankreich, Sardinien, Sizilien, in der Ägäis, in Marokko, Algerien, Tunesien und Libyen vor.[15]
- Nickende Hauhechel (Ononis reclinata L.): Sie kommt vor in Süd- und Westeuropa, in Nordafrika von Marokko bis Ägypten, Dschibuti und Kenia und in Vorderasien von der Türkei und Zypern bis zum Jemen, Saudi-Arabien und Iran, dazu auf den Kanaren.[12] Mit zwei weit verbreiteten Unterarten:[14]
  - Ononis reclinata subsp. mollis (Savi) Bég.
  - Ononis reclinata L. subsp. reclinata
- Ononis reuteri Boiss.: Die Heimat ist das südliche Spanien[12] und das nordwestliche Marokko.[14]
- Ononis rosea Durieu: Die Heimat ist Algerien und Tunesien.[12]
- Rundblättrige Hauhechel (Ononis rotundifolia L.): Sie kommt in Spanien, Frankreich, Italien, in der Schweiz und in Österreich vor.[12]
- Ononis serotina Pomel: Die Heimat ist Algerien.[12]
- Ononis serrata Forssk.: Sie kommt vor in Nordafrika von den Kanaren bis Ägypten, in Südeuropa in Südost-Spanien, auf Sizilien, Karpathos[19] und in Vorderasien von der Türkei und Zypern, Israel bis Saudi-Arabien, Irak und Iran.[12]
- Ononis sessilifolia Bornm.: Sie kommt im Antitaurus im Süden Anatoliens vor.[11]
- Ononis sicula Guss.: Sie kommt in Nordafrika und Vorderasien sowie in Südost-Spanien,[14] auf Sardinien und Sizilien vor.[13]
- Ononis speciosa Lag.: Die Heimat ist das südliche Spanien und das nordwestliche Marokko.[14][12]
- Ononis spinosa L.: Sie kommt vor in Eurasien, Nordafrika und als Neophyt auch in Neuseeland. In Europa und dem Mittelmeerraum mit folgenden Unterarten:
  - Ononis spinosa subsp. antiquorum (L.) Arcangeli[13]
  - Ononis spinosa subsp. australis (Širj.) Greuter & Burdet [13]
  - Ononis spinosa subsp. austriaca (G. Beck) Gams [13]
  - Ononis spinosa subsp. diacantha (Reichenb.) Greuter [13]
  - Bocks-Hauhechel (Ononis spinosa subsp. hircina (Jacq.) Gams, Syn.: Ononis arvensis L.)
  - Ononis spinosa subsp. leiosperma (Boiss.) Širj.[13]
  - Kriechende Hauhechel (Ononis spinosa subsp. maritima (Dumort. ex Piré) P.Fourn.; Syn.: Ononis spinosa subsp. procurrens (Wallr.) Briq., Ononis repens L., Ononis costae Menezes)[13]
  - Dornige Hauhechel (Ononis spinosa subsp. spinosa)
  - Ononis spinosa subsp. spinosiformis (Simkovics) Greuter & Burdet
- Ononis striata Gouan: Die Heimat ist Spanien, Frankreich und Italien.[12]
- Ononis talaverae Devesa & López (Syn.: Ononis hispanica L.f., nom. ambig.):[20] Sie kommt in Portugal, Spanien, auf den Balearen, in Algerien, Marokko, Griechenland, in der Türkei und Israel vor.[15]
- Ononis tazaensis Förther & Podlech. Sie ist ein Endemit Marokkos.[8]
- Ononis thomsonii Oliv.: Die Heimat ist Marokko.[12] Mit zwei Unterarten:[8]
  - Ononis thomsonii subsp. semiglabra (Maire) Dobignard
  - Ononis thomsonii Oliv. subsp. thomsonii
- Ononis tournefortii Coss.: Die Heimat ist das südwestliche Spanien und das nordwestliche Marokko.[14][12]
- Ononis tridentata L. (Syn.:  Ononis rentonarensis M.B. Crespo & L. Serra[21]): Die Heimat ist Spanien und das nordwestliche Marokko.[14][12] Mit drei Unterarten:
  - Ononis tridentata subsp. angustifolia (Lange) Devesa & G.López: sie kommt im Osten Spaniens vor.[14]
  - Ononis tridentata subsp. crassifolia (Léon Dufour ex Boiss.) Nyman: sie kommt im Südosten Spaniens vor.[14]
  - Ononis tridentata subsp. mauretanica (Maire) Agulló, Juan, M.A. Alonso, Terrones & M.B. Crespo: sie kommt im Nordwesten Marokkos vor.[22]
  - Ononis tridentata L. subsp. tridentata[14]
- Ononis vaginalis M.Vahl: Sie kommt vor auf den Kanaren, in Tunesien, Libyen und Ägypten und von Israel bis Syrien.[12]
- Ononis varelae Devesa: sie ist ein Endemit des südlichen Spaniens.[14]
- Ononis variegata L.: Sie kommt vor in Südeuropa, Nordafrika und in Vorderasien.[12]
- Ononis verae Širj.: Ihre Heimat ist Kreta.[12]
- Ononis villosissima Desf.: Ihre Heimat ist Marokko und Algerien.[12]
- Ononis viscosa L.: Sie kommt vor in Südeuropa, in Nordafrika von Marokko bis Dschibuti und Somalia und in Vorderasien von Zypern der Ägäis und der Türkei bis Saudi-Arabien, Iran und Irak.[12] Mit folgenden Unterarten:
  - Ononis viscosa subsp. brachycarpa (DC.) Batt.: Sie kommt in Portugal, Spanien  und Marokko vor.[14]
  - Ononis viscosa subsp. breviflora (DC.) Nyman: Ihr Verbreitungsgebiet entspricht in großen Teilen dem der Art.[13]
  - Ononis viscosa subsp. crotalarioides (Coss.) Širj.: sie ist ein Endemit im Süden Spaniens.[14]
  - Ononis viscosa subsp. porrigens Ball: Sie kommt im Südwesten Spaniens und im Nordwesten Marokkos vor.[14]
  - Ononis viscosa subsp. sieberi (DC.) Širj. (Syn.: Ononis sieberi DC.): Sie ist in Tunesien, Malta. Sizilien, Italien, Griechenland und auf Kreta verbreitet.[13]
  - Ononis viscosa subsp. subcordata (Cav.) Širj. (Syn.: Ononis subcordata Cav.): Sie kommt im Süden Spaniens und im Nordwesten Marokkos vor.[14]
  - Ononis viscosa L. subsp. viscosa: Ihr Verbreitungsgebiet umfasst Südfrankreich, Italien, Marokko und Algerien.[14]
- Ononis zygantha Maire & Wilczek: Ihre Heimat ist Marokko.[12]

Nicht zur Gattung Ononis gehört:
- Cicer chorassanicum (Bunge) Popov (Syn.: Ononis chorassanica[12] Bunge)[23]
- Indigofera mauritanica (L.) Thunb. (Syn.: Ononis mauritanica[12] (L.) L.)[8]